# Recording Industry of South Africa
Recording Industry of South Africa ou RISA é uma empresa oficial que representa as indústrias fonográficas da África do Sul. É também associada ao IFPI.